# Copa del Món de Futbol de 2014 - Segona fase
La segona fase de la Copa del Món de Futbol de 2014 és la segona fase, i final, de la Copa del Món, jugada a continuació de la fase de grups. Va començar el 28 de juny amb els partits de vuitens de final, i acabarà el 13 de juliol amb la final del Mundial, que se celebrarà a l'Estádio do Maracanã, a Rio de Janeiro. Els dos primers classificats de cada grup (16 en total) varen avançar a la segona fase per competir en partits d'eliminació directa. Els dos equips perdedors de les semifinals jugaran un partit pel tercer lloc.
A la fase d'eliminatòries (inclosa la final), en cas d'empat al final dels 90 minuts, es juga una pròrroga amb dues parts de 15 minuts. Si el marcador encara és empatat després de la pròrroga, el partit es decideix per una tanda de penals.
Tots els horaris es refereixen al temps oficial del Brasil (UTC–3).

## Equips classificats
| Grup | Primer        | Segon        |
| ---- | ------------- | ------------ |
| A    | Brasil        | Mèxic        |
| B    | Països Baixos | Xile         |
| C    | Colòmbia      | Grècia       |
| D    | Costa Rica    | Uruguai      |
| E    | França        | Xile         |
| F    | Argentina     | Nigèria      |
| G    | Alemanya      | Estats Units |
| H    | Bèlgica       | Algèria      |

## Quadre
|  | Vuitens de final         | Vuitens de final          |                            |       | Quarts de final | Quarts de final |                      |                      | Semifinals | Semifinals |  |  | Final | Final |
|  |                          |                           |                            |       |                 |                 |                      |                      |            |            |  |  |       |       |
|  | 28 juny - Belo Horizonte |                           |                            |       |                 |                 |                      |                      |            |            |  |  |       |       |
|  |                          |                           |                            |       |                 |                 |                      |                      |            |            |  |  |       |       |
|  | Brasil                   | 1 (3)                     |                            |       |                 |                 |                      |                      |            |            |  |  |       |       |
|  | Brasil                   | 1 (3)                     | 4 juliol – Fortaleza       |       |                 |                 |                      |                      |            |            |  |  |       |       |
|  | Xile                     | 1 (2)                     |                            |       |                 |                 |                      |                      |            |            |  |  |       |       |
|  | Xile                     | 1 (2)                     | Brasil                     | 2     |                 |                 |                      |                      |            |            |  |  |       |       |
|  | 28 juny – Rio de Janeiro |                           | Brasil                     | 2     |                 |                 |                      |                      |            |            |  |  |       |       |
|  |                          | Colòmbia                  | 1                          |       |                 |                 |                      |                      |            |            |  |  |       |       |
|  | Colòmbia                 | Colòmbia                  | 1                          | 2     |                 |                 |                      |                      |            |            |  |  |       |       |
|  | Colòmbia                 |                           | 8 juliol – Belo Horizonte  | 2     |                 |                 |                      |                      |            |            |  |  |       |       |
|  | Uruguai                  | 0                         |                            |       |                 |                 |                      |                      |            |            |  |  |       |       |
|  | Uruguai                  | 0                         | Brasil                     | 1     |                 |                 |                      |                      |            |            |  |  |       |       |
|  | 30 juny – Brasilia       |                           | Brasil                     | 1     |                 |                 |                      |                      |            |            |  |  |       |       |
|  |                          | Alemanya                  | 7                          |       |                 |                 |                      |                      |            |            |  |  |       |       |
|  | França                   | Alemanya                  | 7                          | 2     |                 |                 |                      |                      |            |            |  |  |       |       |
|  | França                   | 4 juliol – Rio de Janeiro |                            | 2     |                 |                 |                      |                      |            |            |  |  |       |       |
|  | Nigèria                  | 0                         |                            |       |                 |                 |                      |                      |            |            |  |  |       |       |
|  | Nigèria                  | 0                         | França                     | 0     |                 |                 |                      |                      |            |            |  |  |       |       |
|  | 30 juny – Porto Alegre   |                           | França                     | 0     |                 |                 |                      |                      |            |            |  |  |       |       |
|  |                          | Alemanya                  | 1                          |       |                 |                 |                      |                      |            |            |  |  |       |       |
|  | Alemanya                 | Alemanya                  | 1                          | 2     |                 |                 |                      |                      |            |            |  |  |       |       |
|  | Alemanya                 |                           | 13 juliol – Rio de Janeiro | 2     |                 |                 |                      |                      |            |            |  |  |       |       |
|  | Algèria                  | 1                         |                            |       |                 |                 |                      |                      |            |            |  |  |       |       |
|  | Algèria                  | 1                         | Alemanya                   | 1     |                 |                 |                      |                      |            |            |  |  |       |       |
|  | 29 juny – Fortaleza      |                           | Alemanya                   | 1     |                 |                 |                      |                      |            |            |  |  |       |       |
|  |                          | Argentina                 | 0                          |       |                 |                 |                      |                      |            |            |  |  |       |       |
|  | Països Baixos            | Argentina                 | 0                          | 2     |                 |                 |                      |                      |            |            |  |  |       |       |
|  | Països Baixos            | 5 juliol – Salvador       |                            | 2     |                 |                 |                      |                      |            |            |  |  |       |       |
|  | Mèxic                    | 1                         |                            |       |                 |                 |                      |                      |            |            |  |  |       |       |
|  | Mèxic                    | 1                         | Països Baixos              | 0 (4) |                 |                 |                      |                      |            |            |  |  |       |       |
|  | 29 juny – Recife         |                           | Països Baixos              | 0 (4) |                 |                 |                      |                      |            |            |  |  |       |       |
|  |                          | Costa Rica                | 0 (3)                      |       |                 |                 |                      |                      |            |            |  |  |       |       |
|  | Costa Rica               | Costa Rica                | 0 (3)                      | 1 (5) |                 |                 |                      |                      |            |            |  |  |       |       |
|  | Costa Rica               |                           | 9 juliol – São Paulo       | 1 (5) |                 |                 |                      |                      |            |            |  |  |       |       |
|  | Grècia                   | 1 (3)                     |                            |       |                 |                 |                      |                      |            |            |  |  |       |       |
|  | Grècia                   | 1 (3)                     | Països Baixos              | 0 (2) |                 |                 |                      |                      |            |            |  |  |       |       |
|  | 1 juliol – São Paulo     |                           | Països Baixos              | 0 (2) |                 |                 |                      |                      |            |            |  |  |       |       |
|  |                          | Argentina                 | 0 (4)                      |       | Tercer lloc     | Tercer lloc     |                      |                      |            |            |  |  |       |       |
|  | Argentina                | Argentina                 | 0 (4)                      | 1     | Tercer lloc     | Tercer lloc     |                      |                      |            |            |  |  |       |       |
|  | Argentina                | 5 juliol – Brasilia       | 5 juliol – Brasilia        | 1     |                 |                 | 12 juliol – Brasilia | 12 juliol – Brasilia |            |            |  |  |       |       |
|  | Suïssa                   | 5 juliol – Brasilia       | 5 juliol – Brasilia        | 0     |                 |                 | 12 juliol – Brasilia | 12 juliol – Brasilia |            |            |  |  |       |       |
|  | Suïssa                   | Argentina                 | 1                          | 0     | Brasil          | 0               |                      |                      |            |            |  |  |       |       |
|  | 1 juliol – Salvador      | Argentina                 | 1                          |       | Brasil          | 0               |                      |                      |            |            |  |  |       |       |
|  |                          | Bèlgica                   | 0                          |       | Països Baixos   | 3               |                      |                      |            |            |  |  |       |       |
|  | Bèlgica                  | Bèlgica                   | 0                          | 2     | Països Baixos   | 3               |                      |                      |            |            |  |  |       |       |
|  | Bèlgica                  |                           |                            | 2     |                 |                 |                      |                      |            |            |  |  |       |       |
|  | Estats Units             | 1                         |                            |       |                 |                 |                      |                      |            |            |  |  |       |       |
|  | Estats Units             | 1                         |                            |       |                 |                 |                      |                      |            |            |  |  |       |       |

## Vuitens de final

### Brasil vs Xile
Els dos equips havien jugat entre ells anteriorment 68 cops, inclosos tres partits en la segona fase d'un Mundial, tots ells guanyats pel Brasil (1962, semifinals: 4–2; 1998, vuitens de final: 4–1; 2010, vuitens de final 3–0).
Brazil va obrir el marcador quan en un córner David Luiz va tocar per Thiago Silva, qui va xutar a la xarxa, tot i que les repeticions mostren que el defensa xilè Gonzalo Jara podria haver tocat la pilota. Xile va igualar el marcador quan Alexis Sánchez va aprofitar un error de Hulk. Hi va haver certa polèmica a la segona part quan Hulk va marcar però l'àrbitre Howard Webb va jutjar que havia usat el braç per baixar la pilota, i li va ensenyar targeta groga. Hi va haver poques oportunitats de marcar a partir de llavors, amb el Brasil dominant la possessió i amb Hulk forçant una bona parada de Claudio Bravo. La millor ocasió va venir als darrers segons, quan Mauricio Pinilla va xutar al travesser; després seria un dels jugadors que varen fallar en la tanda de penals. Amb el resultat igualat al cinquè penal, Neymar va marcar el seu, obligant a Xile a marcar, però Jara va xutar al pal.
| Brasil                                         | 1-1     | Xile                                       |
| ---------------------------------------------- | ------- | ------------------------------------------ |
| David Luiz 18'                                 | Detalls | Alexis 32'                                 |
| Tanda de penals                                |         |                                            |
| David Luiz · Willian · Marcelo · Hulk · Neymar | 3-2     | Pinilla · Sánchez · Aránguiz · Díaz · Jara |

| Brasil | Xile |

| GK                  | 12 | Júlio César       |        |      |
| RB                  | 2  | Dani Alves        | 105+1' |      |
| CB                  | 3  | Thiago Silva (c.) |        |      |
| CB                  | 4  | David Luiz        |        |      |
| LB                  | 6  | Marcelo           |        |      |
| DM                  | 5  | Fernandinho       |        | 72'  |
| DM                  | 17 | Luiz Gustavo      | 60'    |      |
| RW                  | 7  | Hulk              | 55'    |      |
| AM                  | 11 | Oscar             |        | 106' |
| LW                  | 10 | Neymar            |        |      |
| CF                  | 9  | Fred              |        | 64'  |
| Canvis:             |    |                   |        |      |
| FW                  | 21 | Jô                | 93'    | 64'  |
| MF                  | 16 | Ramires           |        | 72'  |
| MF                  | 19 | Willian           |        | 106' |
| Entrenador:         |    |                   |        |      |
| Luiz Felipe Scolari |    |                   |        |      |

| GK             | 1  | Claudio Bravo (c.) |      |      |
| CB             | 5  | Francisco Silva    | 40'  |      |
| CB             | 17 | Gary Medel         |      | 108' |
| CB             | 18 | Gonzalo Jara       |      |      |
| RWB            | 4  | Mauricio Isla      |      |      |
| LWB            | 2  | Eugenio Mena       | 17'  |      |
| CM             | 20 | Charles Aránguiz   |      |      |
| CM             | 21 | Marcelo Díaz       |      |      |
| AM             | 8  | Arturo Vidal       |      | 87'  |
| CF             | 7  | Alexis Sánchez     |      |      |
| CF             | 11 | Eduardo Vargas     |      | 57'  |
| Canvis:        |    |                    |      |      |
| MF             | 16 | Felipe Gutiérrez   |      | 57'  |
| FW             | 9  | Mauricio Pinilla   | 102' | 87'  |
| DF             | 13 | José Rojas         |      | 108' |
| Entrenador:    |    |                    |      |      |
| Jorge Sampaoli |    |                    |      |      |

| Àrbitres assistents: Michael Mullarkey (Anglaterra) Darren Cann (Anglaterra) Quart àrbitre: Felix Brych (Alemanya) Cinquè àrbitre: Mark Borsch (Alemanya) |

### Colòmbia vs Uruguai
Els dos equips s'havien enfrontat prèviament 38 cops, un d'ells a la Copa del Món de Futbol de 1962 a la fase de grups, amb victòria de 2–1 per l'Uruguai. Els seus enfrontaments més recentrs foren a la Classificació de la Copa del Món de futbol 2014-CONMEBOL, quan ambdós equips guanyaren a casa, Colòmbia per 4–0 i l'Uruguai per 2–0. El davanter uruguaià Luis Suárez no formà part de l'alineació a causa de la sanció de 9 partits imposada per la FIFA després de l'incident produït al partit Itàlia - Uruguai de la primera fase, quan Suarez va mossegar el defensa italià Giorgio Chiellini.
Colombia va guanyar per 2–0 amb dos gols de James Rodríguez; en el primer va controlar la pilota amb el pit abans de xutar una volea amb l'esquerra des de vint mentres, que va entrar just per sota el travesser, i en el segon va afusellar el porter després de rebre una passada des de la dreta de Juan Guillermo Cuadrado.
Colòmbia va avançar així fins als quarts de final per primer cop en la seva història. Allà s'enfrontaria amb el Brasil.
| Colòmbia                 | 2-0     | Uruguai |
| ------------------------ | ------- | ------- |
| James Rodríguez 27', 50' | Detalls |         |

| Colòmbia | Uruguai |

| GK            | 1  | David Ospina            |     |     |
| RB            | 18 | Juan Camilo Zúñiga      |     |     |
| CB            | 2  | Cristián Zapata         |     |     |
| CB            | 3  | Mario Yepes (c.)        |     |     |
| LB            | 7  | Pablo Armero            | 78' |     |
| RM            | 11 | Juan Guillermo Cuadrado |     | 81' |
| CM            | 8  | Abel Aguilar            |     |     |
| CM            | 6  | Carlos Sánchez          |     |     |
| LM            | 10 | James Rodríguez         |     | 85' |
| CF            | 9  | Teófilo Gutiérrez       |     | 68' |
| CF            | 21 | Jackson Martínez        |     |     |
| Canvis:       |    |                         |     |     |
| MF            | 15 | Alexander Mejía         |     | 68' |
| MF            | 13 | Fredy Guarín            |     | 81' |
| FW            | 19 | Adrián Ramos            |     | 85' |
|               |    |                         |     |     |
| Entrenador:   |    |                         |     |     |
| José Pékerman |    |                         |     |     |

| GK            | 1  | Fernando Muslera   |     |     |
| RB            | 22 | Martín Cáceres     |     |     |
| CB            | 13 | José María Giménez | 55' |     |
| CB            | 3  | Diego Godín (c.)   |     |     |
| LB            | 6  | Álvaro Pereira     |     | 53' |
| RM            | 16 | Maxi Pereira       |     |     |
| CM            | 20 | Álvaro González    |     | 67' |
| CM            | 17 | Egidio Arévalo     |     |     |
| LM            | 7  | Cristian Rodríguez |     |     |
| SS            | 21 | Edinson Cavani     |     |     |
| CF            | 10 | Diego Forlán       |     | 53' |
| Canvis:       |    |                    |     |     |
| FW            | 11 | Cristian Stuani    |     | 53' |
| MF            | 18 | Gastón Ramírez     |     | 53' |
| FW            | 8  | Abel Hernández     |     | 67' |
| DF            | 2  | Diego Lugano       | 77' |     |
| Entrenador:   |    |                    |     |     |
| Óscar Tabárez |    |                    |     |     |

| Àrbitres assistents: Sander van Roekel (Països Baixos) Erwin Zeinstra (Països Baixos) Quart àrbitre: Svein Oddvar Moen (Noruega) Cinquè àrbitre: Kim Haglund (Noruega) |

### Països Baixos vs Mèxic
Els dos equips s'havien enfrontat anteriorment sis cops, inclòs un enfrontament a la fase de grups de la Copa del Món de Futbol de 1998 que va acabar 2–2. El migcampista mexicà José Juan Vázquez no va poder jugar, per acumulació de targetes grogues.
Giovani dos Santos va obrir el marcador per Mèxic a començaments de la segona part, amb un xut amb l'esquerra des de fora de l'àrea. Mèxic semblava tenir el partit controlat fins que al minut 88 Wesley Sneijder va empatar pels Països Baixos. Pocs minuts després, quan el temps afegit s'estava acabant, Arjen Robben va provocar un controvertit penal, que Klaas-Jan Huntelaar va marcar per evitar la tanda de penals i guanyar així el partit pels neerlandesos.
| Països Baixos                     | 2-1     | Mèxic          |
| --------------------------------- | ------- | -------------- |
| Sneijder 87' · Huntelaar 93' (p.) | Detalls | Dos Santos 47' |

| Països Baixos | Mèxic |

| GK             | 1  | Jasper Cillessen      |  |     |
| RB             | 12 | Paul Verhaegh         |  | 56' |
| CB             | 2  | Ron Vlaar             |  |     |
| CB             | 3  | Stefan de Vrij        |  |     |
| LB             | 5  | Daley Blind           |  |     |
| CM             | 15 | Dirk Kuyt             |  |     |
| CM             | 6  | Nigel de Jong         |  | 9'  |
| CM             | 20 | Georginio Wijnaldum   |  |     |
| AM             | 10 | Wesley Sneijder       |  |     |
| CF             | 11 | Arjen Robben          |  |     |
| CF             | 9  | Robin van Persie (c.) |  | 76' |
| Canvis:        |    |                       |  |     |
| DF             | 4  | Bruno Martins Indi    |  | 9'  |
| MF             | 21 | Memphis Depay         |  | 56' |
| FW             | 19 | Klaas-Jan Huntelaar   |  | 76' |
| Entrenador:    |    |                       |  |     |
| Louis van Gaal |    |                       |  |     |

| GK             | 13 | Guillermo Ochoa            |       |     |
| CB             | 2  | Francisco Javier Rodríguez |       |     |
| CB             | 4  | Rafael Márquez (c.)        | 90+2' |     |
| CB             | 15 | Héctor Moreno              |       | 46' |
| RWB            | 22 | Paul Aguilar               | 69'   |     |
| LWB            | 7  | Miguel Layún               |       |     |
| CM             | 6  | Héctor Herrera             |       |     |
| CM             | 3  | Carlos Salcido             |       |     |
| CM             | 18 | Andrés Guardado            | 90+3' |     |
| CF             | 10 | Giovani dos Santos         |       | 61' |
| CF             | 19 | Oribe Peralta              |       | 75' |
| Canvis:        |    |                            |       |     |
| DF             | 5  | Diego Reyes                |       | 46' |
| MF             | 20 | Javier Aquino              |       | 61' |
| FW             | 14 | Javier Hernández           |       | 75' |
| Entrenador:    |    |                            |       |     |
| Miguel Herrera |    |                            |       |     |

| Àrbitres assistents: Bertino Cunha (Portugal) Tiago Trigo (Portugal) Quart àrbitre: Carlos Vera (Equador) Cinquè àrbitre: Byron Romero (Equador) |

### Costa Rica vs Grècia
Aquests equips no s'havien enfrontat mai anteriorment.
Bryan Ruiz va obrir el marcador al minut 52 quan va fer un xut ras des de fora de l'àrea, i el porter grec Orestis Karnezis no va reacciónar. Costa Rica a continuació va quedar amb deu jugadors quan Óscar Duarte fou expulsat en veure la segona groga. Sokratis Papastathopoulos va empatar en temps afegit, quan va afusellar el porter després que aquest hagués salvat un xut inicial de Theofanis Gekas.
Durant el temps entre la finalització del partit i la tanda de penals, l'entrenador grec Fernando Santos fou expulsat després d'una disputa amb l'àrbitre.
A la tanda de penals Keylor Navas va aturar el xut de Gekas i Michael Umaña va margar el penal guanyador a la dreta del porter. This marked the first time that Costa Rica progressed to the quarter-finals in a FIFA World Cup.	
| Costa Rica                                  | 1-1     | Grècia                                         |
| ------------------------------------------- | ------- | ---------------------------------------------- |
| Bryan Ruiz 52'                              | Detalls | Sokratis 90'                                   |
| Tanda de penals                             |         |                                                |
| Borges · Ruiz · González · Campbell · Umaña | 5-3     | Mítroglu · Khristodulópulos · Holebas · Guekas |

| Costa Rica | Grècia |

| GK               | 1  | Keylor Navas       | 90'      |     |
| CB               | 6  | Óscar Duarte       | 42', 66' |     |
| CB               | 3  | Giancarlo González |          |     |
| CB               | 4  | Michael Umaña      |          |     |
| RWB              | 16 | Cristian Gamboa    |          | 77' |
| LWB              | 15 | Júnior Díaz        |          |     |
| CM               | 5  | Celso Borges       |          |     |
| CM               | 17 | Yeltsin Tejeda     | 48'      | 66' |
| RW               | 10 | Bryan Ruiz (c.)    | 70'      |     |
| LW               | 7  | Christian Bolaños  |          | 83' |
| CF               | 9  | Joel Campbell      |          |     |
| Canvis:          |    |                    |          |     |
| MF               | 22 | José Miguel Cubero |          | 66' |
| DF               | 2  | Johnny Acosta      |          | 77' |
| FW               | 14 | Randall Brenes     |          | 83' |
| MF               | 13 | Óscar Granados     | 57'      |     |
| Entrenador:      |    |                    |          |     |
| Jorge Luis Pinto |    |                    |          |     |

| GK              | 1               | Orestis Karnezis           |          |     |
| RB              | 15              | Vasilis Torosidis          |          |     |
| CB              | 4               | Kostas Manolas             | 72'      |     |
| CB              | 19              | Sokratis Papastathopoulos  |          |     |
| LB              | 20              | José Holebas               |          |     |
| DM              | 10              | Giorgos Karagounis (c.)    |          |     |
| CM              | 2               | Giannis Maniatis           |          | 78' |
| CM              | 22              | Andreas Samaris            | 36'      | 58' |
| RW              | 14              | Dimitris Salpingidis       |          | 69' |
| LW              | 16              | Lazaros Christodoulopoulos |          |     |
| CF              | 7               | Georgios Samaras           |          |     |
| Canvis:         |                 |                            |          |     |
| FW              | 9               | Kostas Mitroglou           |          | 58' |
| FW              | 17              | Theofanis Gekas            |          | 69' |
| MF              | 21              | Kostas Katsouranis         |          | 78' |
| Entrenador:     |                 |                            |          |     |
| Fernando Santos | Fernando Santos | Fernando Santos            | Expulsat |     |

| Àrbitres assistents: Matthew Cream (Austràlia) Hakan Anaz (Austràlia) Quart àrbitre: Nawaf Shukralla (Bahrein) Cinquè àrbitre: Yaser Tulefat (Bahrein) |

### França vs Nigèria
Els dos equips s'havien enfrontat prèviament un cop, en un partit amistós el 2009, guanyat per Nigèria per 1–0.
Paul Pogba va tenir la millor oportunitat a la primera part, però el seu xut va ser aturat per Vincent Enyeama. A la segona part Yohan Cabaye va xutar al pal.
El primer gol va arribar quan faltaven onze minuts per jugar, quan Pogba va marcar de cap després d'una errada d'Enyeama en un córner xutat des de l'esquerra per Mathieu Valbuena.
Al temps de descompte França va marcar altre cop quan Joseph Yobo va marcar a la seva pròpia porteria pressionat per Antoine Griezmann després d'una centrada des de la dreta de Valbuena.

| França                    | 2-0     | Nigèria |
| ------------------------- | ------- | ------- |
| Pogba 79' · Yobo 91' (pp) | Detalls |         |

| França | Nigèria |

| GK               | 1  | Hugo Lloris (c.)  |     |       |
| RB               | 2  | Mathieu Debuchy   |     |       |
| CB               | 4  | Raphaël Varane    |     |       |
| CB               | 21 | Laurent Koscielny |     |       |
| LB               | 3  | Patrice Evra      |     |       |
| DM               | 6  | Yohan Cabaye      |     |       |
| CM               | 19 | Paul Pogba        |     |       |
| CM               | 14 | Blaise Matuidi    | 54' |       |
| RW               | 8  | Mathieu Valbuena  |     | 90+4' |
| LW               | 10 | Karim Benzema     |     |       |
| CF               | 9  | Olivier Giroud    |     | 62'   |
| Canvis:          |    |                   |     |       |
| FW               | 11 | Antoine Griezmann |     | 62'   |
| MF               | 18 | Moussa Sissoko    |     | 90+4' |
| Entrenador:      |    |                   |     |       |
| Didier Deschamps |    |                   |     |       |

| GK            | 1  | Vincent Enyeama  |  |     |
| RB            | 5  | Efe Ambrose      |  |     |
| CB            | 2  | Joseph Yobo (c.) |  |     |
| CB            | 13 | Juwon Oshaniwa   |  |     |
| LB            | 22 | Kenneth Omeruo   |  |     |
| RM            | 7  | Ahmed Musa       |  |     |
| CM            | 17 | Ogenyi Onazi     |  | 59' |
| CM            | 10 | John Obi Mikel   |  |     |
| LM            | 11 | Victor Moses     |  | 89' |
| SS            | 8  | Peter Odemwingie |  |     |
| CF            | 9  | Emmanuel Emenike |  |     |
| Canvis:       |    |                  |  |     |
| MF            | 4  | Reuben Gabriel   |  | 59' |
| FW            | 19 | Uche Nwofor      |  | 89' |
| Entrenador:   |    |                  |  |     |
| Stephen Keshi |    |                  |  |     |

| Àrbitres assistents: Mark Hurd (Estats Units) Joe Fletcher (Canadà) Quart àrbitre: Alireza Faghani (Iran) Cinquè àrbitre: Hassan Kamranifar (Iran) |

### Alemanya vs Algèria
Els dos equips s'havien enfrontat prèviament en dos partits, un dels quals a la fase de grups de la Copa del Món de 1982, quan Algèria va guanyar per 2–1.
| Alemanya                 | 2-1     | Algèria     |
| ------------------------ | ------- | ----------- |
| Schürrle 92' · Özil 118' | Detalls | Djabou 121' |

| Alemanya | Algèria |

| GK          | 1  | Manuel Neuer           |      |      |
| RB          | 21 | Shkodran Mustafi       |      | 70'  |
| CB          | 17 | Per Mertesacker        |      |      |
| CB          | 20 | Jérôme Boateng         |      |      |
| LB          | 4  | Benedikt Höwedes       |      |      |
| DM          | 16 | Philipp Lahm (c.)      | 107' |      |
| CM          | 7  | Bastian Schweinsteiger |      | 109' |
| CM          | 18 | Toni Kroos             |      |      |
| RW          | 8  | Mesut Özil             |      |      |
| LW          | 19 | Mario Götze            |      | 46'  |
| CF          | 13 | Thomas Müller          |      |      |
| Canvis:     |    |                        |      |      |
| MF          | 9  | André Schürrle         |      | 46'  |
| MF          | 6  | Sami Khedira           |      | 70'  |
| MF          | 23 | Christoph Kramer       |      | 109' |
| Entrenador: |    |                        |      |      |
| Joachim Löw |    |                        |      |      |

| GK                | 23 | Raïs M'Bolhi           |     |      |
| CB                | 22 | Mehdi Mostefa          |     |      |
| CB                | 4  | Esseïd Belkalem        |     |      |
| CB                | 5  | Rafik Halliche (c.)    | 42' | 97'  |
| RWB               | 20 | Aïssa Mandi            |     |      |
| LWB               | 3  | Faouzi Ghoulam         |     |      |
| DM                | 8  | Mehdi Lacen            |     |      |
| RM                | 19 | Saphir Taïder          |     | 78'  |
| AM                | 10 | Sofiane Feghouli       |     |      |
| LM                | 13 | Islam Slimani          |     |      |
| CF                | 15 | El Arbi Hillel Soudani |     | 100' |
| Canvis:           |    |                        |     |      |
| MF                | 11 | Yacine Brahimi         |     | 78'  |
| DF                | 2  | Madjid Bougherra       |     | 97'  |
| MF                | 18 | Abdelmoumene Djabou    |     | 100' |
| Entrenador:       |    |                        |     |      |
| Vahid Halilhodžić |    |                        |     |      |

| Àrbitres assistents: Emerson de Carvalho (Brasil) Marcelo Van Gasse (Brasil) Quart àrbitre: Walter López (Guatemala) Cinquè àrbitre: Leonel Leal (Costa Rica) |

### Argentina vs Suïssa
Els dos equips s'havien enfrontat prèviament en sis ocasions, una d'elles a la fase de grups de la Copa del Món de futbol de 1966, quan Argentina guanyà 2–0.
El partit arribà al temps de descompte quan Ángel di María va marcar l'únic gol, quan falten només dos minuts per al final, després d'una passada en velocitat de Lionel Messi.
Suïssa va tenir una oportunitat d'empatar en el temps de descompte, però Blerim Džemaili va rematar de cap al pal.
| Argentina     | 1-0     | Suïssa |
| ------------- | ------- | ------ |
| Di María 118' | Detalls |        |

| Argentina | Suïssa |

| GK                | 1  | Sergio Romero      |        |        |
| RB                | 4  | Pablo Zabaleta     |        |        |
| CB                | 17 | Federico Fernández |        |        |
| CB                | 2  | Ezequiel Garay     | 120+4' |        |
| LB                | 16 | Marcos Rojo        | 90'    | 105+1' |
| CM                | 5  | Fernando Gago      |        | 106'   |
| CM                | 14 | Javier Mascherano  |        |        |
| CM                | 7  | Ángel di María     | 120'   |        |
| AM                | 10 | Lionel Messi (c.)  |        |        |
| SS                | 22 | Ezequiel Lavezzi   |        | 74'    |
| CF                | 9  | Gonzalo Higuaín    |        |        |
| Canvis:           |    |                    |        |        |
| FW                | 18 | Rodrigo Palacio    |        | 74'    |
| DF                | 23 | José María Basanta |        | 105+1' |
| MF                | 6  | Lucas Biglia       |        | 106'   |
| Entrenador:       |    |                    |        |        |
| Alejandro Sabella |    |                    |        |        |

| GK              | 1  | Diego Benaglio       |     |      |
| RB              | 2  | Stephan Lichtsteiner |     |      |
| CB              | 20 | Johan Djourou        |     |      |
| CB              | 22 | Fabian Schär         |     |      |
| LB              | 13 | Ricardo Rodríguez    |     |      |
| CM              | 11 | Valon Behrami        |     |      |
| CM              | 8  | Gökhan İnler (c.)    |     |      |
| RW              | 23 | Xherdan Shaqiri      |     |      |
| AM              | 10 | Granit Xhaka         | 36' | 66'  |
| LW              | 18 | Admir Mehmedi        |     | 113' |
| CF              | 19 | Josip Drmić          |     | 82'  |
| Canvis:         |    |                      |     |      |
| MF              | 16 | Gelson Fernandes     | 73' | 66'  |
| MF              | 9  | Haris Seferović      |     | 82'  |
| MF              | 15 | Blerim Džemaili      |     | 113' |
| Entrenador:     |    |                      |     |      |
| Ottmar Hitzfeld |    |                      |     |      |

| Àrbitres assistents: Mathias Klasenius (Suècia) Daniel Wärnmark (Suècia) Quart àrbitre: Svein Oddvar Moen (Noruega) Cinquè àrbitre: Kim Haglund (Noruega) |

### Bèlgica vs Estats Units
Els dos equips s'havien enfrontat prèviament en cinc ocasions, inclosa una a la fase de grups de la Copa del Món de Futbol de 1930, quan els Estats Units guanyaren per 3–0; aquest fou un dels dos primers partits de la història de la Copa del Món. El 12 de juny de 2014 es va programar un partit amistós entre els dos equips a São Paulo, però fou finalment cancel·lat.
El migcampista belga Steven Defour estava sancionat i no pogué jugar, després d'haver estat expulsat al darrer partit de la fase de grups contra Corea del Sud.
Amb la victòria de Bèlgica, l'edició de 2014 de la Copa del Món va esdevenir la primera en què només els guanyadors de cada grup varen avançar als quarts de final.
| Bèlgica                     | 2-1     | Estats Units |
| --------------------------- | ------- | ------------ |
| De Bruyne 93' · Lukaku 106' | Detalls | Green 107'   |

| Bèlgica | Estats Units |

| GK           | 1  | Thibaut Courtois     |     |      |
| RB           | 2  | Toby Alderweireld    |     |      |
| CB           | 15 | Daniel Van Buyten    |     |      |
| CB           | 4  | Vincent Kompany (c.) | 42' |      |
| LB           | 5  | Jan Vertonghen       |     |      |
| CM           | 6  | Axel Witsel          |     |      |
| CM           | 8  | Marouane Fellaini    |     |      |
| RW           | 14 | Dries Mertens        |     | 60'  |
| AM           | 7  | Kevin De Bruyne      |     |      |
| LW           | 10 | Eden Hazard          |     | 111' |
| CF           | 17 | Divock Origi         |     | 91'  |
| Canvis:      |    |                      |     |      |
| MF           | 11 | Kevin Mirallas       |     | 60'  |
| FW           | 9  | Romelu Lukaku        |     | 91'  |
| MF           | 22 | Nacer Chadli         |     | 111' |
| Entrenador:  |    |                      |     |      |
| Marc Wilmots |    |                      |     |      |

| GK               | 1  | Tim Howard         |     |        |
| RB               | 19 | Geoff Cameron      | 18' |        |
| CB               | 3  | Omar Gonzalez      |     |        |
| CB               | 5  | Matt Besler        |     |        |
| LB               | 7  | DaMarcus Beasley   |     |        |
| DM               | 13 | Jermaine Jones     |     |        |
| CM               | 11 | Graham Zusi        |     | 72'    |
| CM               | 4  | Michael Bradley    |     |        |
| RW               | 20 | Fabian Johnson     |     | 32'    |
| LW               | 23 | Alejandro Bedoya   |     | 105+2' |
| CF               | 8  | Clint Dempsey (c.) |     |        |
| Canvis:          |    |                    |     |        |
| DF               | 2  | DeAndre Yedlin     |     | 32'    |
| FW               | 18 | Chris Wondolowski  |     | 72'    |
| MF               | 16 | Julian Green       |     | 105+2' |
| Entrenador:      |    |                    |     |        |
| Jürgen Klinsmann |    |                    |     |        |

| Àrbitres assistents: Rédouane Achik (Marroc) Abdelhak Etchiali (Algèria) Quart àrbitre: Norbert Hauata (Tahití) Cinquè àrbitre: Aden Range (Kenya) |

## Quarts de final

### França vs Alemanya
Els dos equips s'havien enfrontat en vint-i-cinc partits anteriors, inclosos tres a la Copa del món (1958, partit pel tercer lloc: França 6–3 Alemanya Occidental; 1982 semifinals: França 3–3 Alemanya Occidental, la RFA va guanyar 5–4 als penals, després d'una pròrroga; 1986, semifinals: França 0–2 Alemanya Occidental).
| França | 0-1     | Alemanya    |
| ------ | ------- | ----------- |
|        | Detalls | Hummels 12' |

| França | Alemanya |

| GK               | 1  | Hugo Lloris (c.)  |  |     |
| RB               | 2  | Mathieu Debuchy   |  |     |
| CB               | 4  | Raphaël Varane    |  |     |
| CB               | 5  | Mamadou Sakho     |  | 72' |
| LB               | 3  | Patrice Evra      |  |     |
| CM               | 19 | Paul Pogba        |  |     |
| CM               | 6  | Yohan Cabaye      |  | 74' |
| CM               | 14 | Blaise Matuidi    |  |     |
| RW               | 8  | Mathieu Valbuena  |  | 84' |
| LW               | 11 | Antoine Griezmann |  |     |
| CF               | 10 | Karim Benzema     |  |     |
| Canvis:          |    |                   |  |     |
| DF               | 21 | Laurent Koscielny |  | 72' |
| FW               | 20 | Loïc Rémy         |  | 74' |
| FW               | 9  | Olivier Giroud    |  | 84' |
| Entrenador:      |    |                   |  |     |
| Didier Deschamps |    |                   |  |     |

| GK          | 1  | Manuel Neuer           |     |       |
| RB          | 16 | Philipp Lahm (c.)      |     |       |
| CB          | 20 | Jérôme Boateng         |     |       |
| CB          | 5  | Mats Hummels           |     |       |
| LB          | 4  | Benedikt Höwedes       |     |       |
| CM          | 7  | Bastian Schweinsteiger | 80' |       |
| CM          | 6  | Sami Khedira           | 54' |       |
| RW          | 13 | Thomas Müller          |     |       |
| AM          | 18 | Toni Kroos             |     | 90+3' |
| LW          | 8  | Mesut Özil             |     | 83'   |
| CF          | 11 | Miroslav Klose         |     | 68'   |
| Canvis:     |    |                        |     |       |
| FW          | 9  | André Schürrle         |     | 68'   |
| MF          | 19 | Mario Götze            |     | 83'   |
| MF          | 23 | Christoph Kramer       |     | 90+3' |
| Entrenador: |    |                        |     |       |
| Joachim Löw |    |                        |     |       |

| Àrbitres assistents: Hernán Maidana (Argentina) Juan Pablo Belatti (Argentina) Quart àrbitre: Jonas Eriksson (Suècia) Cinquè àrbitre: Mathias Klasenius (Suècia) |

### Brasil vs Colòmbia
Els dos equips s'havien enfrontat anteriorment en vint-i-cinc ocasions, però mai en una Copa del Món. Aquest era el primer cop en què Colòmbia havia arribat als quarts de final de la competició. El migcampista brasiler Luiz Gustavo no podia jugar el partit perquè estava sancionat per acumulació de targetes.
Aquest partit va suposar el rècord de faltes en un partit de la Copa del Món, amb un total de 54, inclosa una de destacable comesa pel defensa Juan Camilo Zúñiga sobre el brasiler Neymar al minut 88, que li va causar una fractura en una vèrtebra i que va fer que no pogués disputar cap altre partit en el torneig.
| Brasil                           | 2-1     | Colòmbia                 |
| -------------------------------- | ------- | ------------------------ |
| Thiago Silva 6' · David Luiz 69' | Detalls | James Rodríguez 79' (p.) |

| Brasil | Colòmbia |

| GK                  | 12 | Júlio César       | 78' |     |
| RB                  | 23 | Maicon            |     |     |
| CB                  | 3  | Thiago Silva (c.) | 64' |     |
| CB                  | 4  | David Luiz        |     |     |
| LB                  | 6  | Marcelo           |     |     |
| CM                  | 5  | Fernandinho       |     |     |
| CM                  | 8  | Paulinho          |     | 86' |
| RW                  | 7  | Hulk              |     | 82' |
| AM                  | 11 | Oscar             |     |     |
| LW                  | 10 | Neymar            |     | 88' |
| CF                  | 9  | Fred              |     |     |
| Canvis:             |    |                   |     |     |
| MF                  | 16 | Ramires           |     | 82' |
| MF                  | 18 | Hernanes          |     | 86' |
| DF                  | 15 | Henrique          |     | 88' |
| Entrenador:         |    |                   |     |     |
| Luiz Felipe Scolari |    |                   |     |     |

| GK            | 1  | David Ospina            |     |     |
| RB            | 18 | Juan Camilo Zúñiga      |     |     |
| CB            | 2  | Cristián Zapata         |     |     |
| CB            | 3  | Mario Yepes (c.)        | 71' |     |
| LB            | 7  | Pablo Armero            |     |     |
| CM            | 13 | Fredy Guarín            |     |     |
| CM            | 6  | Carlos Sánchez          |     |     |
| RW            | 11 | Juan Guillermo Cuadrado |     | 80' |
| LW            | 14 | Víctor Ibarbo           |     | 46' |
| CF            | 9  | Teófilo Gutiérrez       |     | 70' |
| CF            | 10 | James Rodríguez         | 67' |     |
| Canvis:       |    |                         |     |     |
| FW            | 19 | Adrián Ramos            |     | 46' |
| FW            | 17 | Carlos Bacca            |     | 70' |
| MF            | 20 | Juan Fernando Quintero  |     | 80' |
| Entrenador:   |    |                         |     |     |
| José Pekerman |    |                         |     |     |

| Àrbitres assistents: Roberto Alonso (Espanya) Juan Carlos Yuste (Espanya) Quart àrbitre: Svein Oddvar Moen (Noruega) Cinquè àrbitre: Kim Haglund (Noruega) |

### Argentina vs Bèlgica
Els dos equips s'havien enfrontat prèviament en tres partits, dos d'ells en Copa del Món (1982, fase de grups: Argentina 0–1 Bèlgica; 1986, semifinals: Argentina 2–0 Bèlgica). Ambdós equips havien guanyat tots els seus quatre partits fins a arribar a aquest. El defensa argentí Marcos Rojo estava sancionat per acumulació de targetes grogues, i no pogué jugar.
| Argentina  | 1–0     | Bèlgica |
| ---------- | ------- | ------- |
| Higuaín 8' | Detalls |         |

| Argentina | Bèlgica |

| GK                | 1  | Sergio Romero      |     |     |
| RB                | 4  | Pablo Zabaleta     |     |     |
| CB                | 15 | Martín Demichelis  |     |     |
| CB                | 2  | Ezequiel Garay     |     |     |
| LB                | 23 | José María Basanta |     |     |
| CM                | 6  | Lucas Biglia       | 75' |     |
| CM                | 14 | Javier Mascherano  |     |     |
| RW                | 22 | Ezequiel Lavezzi   |     | 71' |
| LW                | 7  | Ángel di María     |     | 33' |
| CF                | 10 | Lionel Messi (c.)  |     |     |
| CF                | 9  | Gonzalo Higuaín    |     | 81' |
| Canvis:           |    |                    |     |     |
| MF                | 8  | Enzo Pérez         |     | 33' |
| FW                | 18 | Rodrigo Palacio    |     | 71' |
| MF                | 5  | Fernando Gago      |     | 81' |
| Entrenador:       |    |                    |     |     |
| Alejandro Sabella |    |                    |     |     |

| GK           | 1  | Thibaut Courtois     |     |     |
| RB           | 2  | Toby Alderweireld    | 69' |     |
| CB           | 15 | Daniel Van Buyten    |     |     |
| CB           | 4  | Vincent Kompany (c.) |     |     |
| LB           | 5  | Jan Vertonghen       |     |     |
| CM           | 6  | Axel Witsel          |     |     |
| CM           | 8  | Marouane Fellaini    |     |     |
| RW           | 11 | Kevin Mirallas       |     | 60' |
| AM           | 7  | Kevin De Bruyne      |     |     |
| LW           | 10 | Eden Hazard          | 53' | 75' |
| CF           | 17 | Divock Origi         |     | 59' |
| Canvis:      |    |                      |     |     |
| FW           | 9  | Romelu Lukaku        |     | 59' |
| FW           | 14 | Dries Mertens        |     | 60' |
| MF           | 22 | Nacer Chadli         |     | 75' |
| Entrenador:  |    |                      |     |     |
| Marc Wilmots |    |                      |     |     |

| Àrbitres assistents: Renato Faverani (Itàlia) Andrea Stefani (Itàlia) Quart àrbitre: Ben Williams (Austràlia) Cinquè àrbitre: Matthew Cream (Austràlia) |

### Països Baixos vs Costa Rica
Els dos equips no s'havien enfrontat mai abans. Aquest fou el primer cop que Costa Rica arribà als quarts de final de la Copa del Món. El defensor de Costa Rica Óscar Duarte estava sancionat, després d'haver estat expulsat al partit de vuitens de final contra Grècia.
| Països Baixos                         | 0–0     | Costa Rica                                 |
| ------------------------------------- | ------- | ------------------------------------------ |
|                                       | Detalls |                                            |
| Tanda de penals                       |         |                                            |
| Van Persie · Robben · Sneijder · Kuyt | 4–3     | Borges · Ruiz · González · Bolaños · Umaña |

| Països Baixos | Costa Rica |

| GK             | 1  | Jasper Cillessen      |      | 120+1' |
| CB             | 3  | Stefan de Vrij        |      |        |
| CB             | 2  | Ron Vlaar             |      |        |
| CB             | 4  | Bruno Martins Indi    | 64'  | 106'   |
| RWB            | 15 | Dirk Kuyt             |      |        |
| LWB            | 5  | Daley Blind           |      |        |
| CM             | 20 | Georginio Wijnaldum   |      |        |
| CM             | 10 | Wesley Sneijder       |      |        |
| RW             | 11 | Arjen Robben          |      |        |
| LW             | 21 | Memphis Depay         |      | 76'    |
| CF             | 9  | Robin van Persie (c.) |      |        |
| Canvis:        |    |                       |      |        |
| MF             | 17 | Jeremain Lens         |      | 76'    |
| FW             | 19 | Klaas-Jan Huntelaar   | 111' | 106'   |
| GK             | 23 | Tim Krul              |      | 120+1' |
| Entrenador:    |    |                       |      |        |
| Louis van Gaal |    |                       |      |        |

| GK               | 1  | Keylor Navas       |      |     |
| CB               | 2  | Johnny Acosta      | 107' |     |
| CB               | 3  | Giancarlo González | 81'  |     |
| CB               | 4  | Michael Umaña      | 52'  |     |
| RWB              | 16 | Cristian Gamboa    |      | 79' |
| LWB              | 15 | Júnior Díaz        | 37'  |     |
| CM               | 17 | Yeltsin Tejeda     |      | 97' |
| CM               | 5  | Celso Borges       |      |     |
| RW               | 10 | Bryan Ruiz (c.)    |      |     |
| LW               | 7  | Christian Bolaños  |      |     |
| CF               | 9  | Joel Campbell      |      | 66' |
| Canvis:          |    |                    |      |     |
| FW               | 21 | Marco Ureña        |      | 66' |
| DF               | 8  | David Myrie        |      | 79' |
| MF               | 22 | José Miguel Cubero |      | 97' |
| Entrenador:      |    |                    |      |     |
| Jorge Luis Pinto |    |                    |      |     |

| Àrbitres assistents: Abdukhamidullo Rasulov (Uzbekistan) Bahadyr Kochkarov (Kirguizstan) Quart àrbitre: Noumandiez Doué (Costa d'Ivori) Cinquè àrbitre: Songuifolo Yeo (Costa d'Ivori) |

## Semifinals

### Brasil vs Alemanya
Els dos equips s'havien enfrontat prèviament en 21 ocasions, inclosa la final de la Copa del Món de Futbol de 2002 (que havia estat el seu únic partit previ en Copa del Món), la qual va guanyar el Brasil per 2–0.
El defensa brasiler Thiago Silva estava sancionat pel partit, a causa de l'acumulació de targetes grogues, i el davanter Neymar estava lesionat (per la resta de la competició) després d'haver patit una fractura de vèrtebra als quarts de final contra Colòmbia.
Va ser el pitjor resultat del Brasil de tots els temps (empatat amb la derrota per 6–0 contra l'Uruguai el 1920), i trencà una ratxa de 62 partits sense perdre a casa en competició oficial, que es remuntava al 1975. El gol de Miroslav Klose als 23 minuts (el segon dels set del seu equip) fou el seu setzè entre totes les edicions de la Copa del Món que havia jugat, i li va permetre de batre Ronaldo pel lloc de màxim golejador històric dels mundials. Fou també el partit en què el Brasil va concedir el major nombre de gols des del seu partit contra Polònia a la Copa del Món de Futbol de 1938, que acabà 5-6 pels brasilers.
| Brasil    | 1-7     | Alemanya                                                                  |
| --------- | ------- | ------------------------------------------------------------------------- |
| Oscar 90' | Detalls | Müller 11' · Klose 23' · Kroos 24', 26' · Khedira 29' · Schürrle 69', 79' |

| Brazil | Germany |

| GK                  | 12 | Júlio César     |     |     |
| RB                  | 23 | Maicon          |     |     |
| CB                  | 4  | David Luiz (c.) |     |     |
| CB                  | 13 | Dante           | 68' |     |
| LB                  | 6  | Marcelo         |     |     |
| CM                  | 17 | Luiz Gustavo    |     |     |
| CM                  | 5  | Fernandinho     |     | 46' |
| RW                  | 7  | Hulk            |     | 46' |
| AM                  | 11 | Oscar           |     |     |
| LW                  | 20 | Bernard         |     |     |
| CF                  | 9  | Fred            |     | 70' |
| Canvis:             |    |                 |     |     |
| MF                  | 16 | Ramires         |     | 46' |
| MF                  | 8  | Paulinho        |     | 46' |
| MF                  | 19 | Willian         |     | 70' |
| Entrenador:         |    |                 |     |     |
| Luiz Felipe Scolari |    |                 |     |     |

| GK          | 1  | Manuel Neuer           |  |     |
| RB          | 16 | Philipp Lahm (c.)      |  |     |
| CB          | 20 | Jérôme Boateng         |  |     |
| CB          | 5  | Mats Hummels           |  | 46' |
| LB          | 4  | Benedikt Höwedes       |  |     |
| CM          | 6  | Sami Khedira           |  | 76' |
| CM          | 7  | Bastian Schweinsteiger |  |     |
| RW          | 13 | Thomas Müller          |  |     |
| AM          | 18 | Toni Kroos             |  |     |
| LW          | 8  | Mesut Özil             |  |     |
| CF          | 11 | Miroslav Klose         |  | 58' |
| Canvis:     |    |                        |  |     |
| DF          | 17 | Per Mertesacker        |  | 46' |
| MF          | 9  | André Schürrle         |  | 58' |
| MF          | 14 | Julian Draxler         |  | 76' |
| Entrenador: |    |                        |  |     |
| Joachim Löw |    |                        |  |     |

| Àrbitres assistents: Marvin Torrentera (Mèxic) Marcos Quintero (Mèxic) Quart àrbitre: Mark Geiger (Estats Units) Cinquè àrbitre: Mark Hurd (Estats Units) |

### Països Baixos vs Argentina
Els dos equips s'havien enfrontat prèviament en vuit partits, inclosos quatre en la Copa del Món: els Països Baixos guanyaren 4–0 a la segona fase de grups de la Copa del Món de Futbol de 1974 i per 2–1 a la fase eliminatòria de la Copa del Món de Futbol de 1998, mentre que l'Argentina va guanyar 3–1 (després de la pròrroga) a la final de la Copa del Món de Futbol de 1978, i empatà a zero a la fase de grups de la Copa del Món de Futbol de 2006.
El partit va acabar 0-0 després de la pròrroga, en un partit amb molt poques oportunitats per marcar.
A la tanda de penals, Sergio Romero va aturar el primer penal a Ron Vlaar estirant-se a la seva esquerra, i el tercer a Wesley Sneijder estirant-se a la dreta. Argentina va marcar els seus quatre penals, i guanyà 4-2.
Maxi Rodríguez va marcar el quart i decisiu penal, a la dreta del porter, permetent així el pas de l'Argentina a la final. Aquesta fou la primera semifinal d'una copa del món en acabar en empat a zero gols.
| Països Baixos                    | 0–0     | Argentina                          |
| -------------------------------- | ------- | ---------------------------------- |
|                                  | Detalls |                                    |
| Tanda de penals                  |         |                                    |
| Vlaar · Robben · Sneijder · Kuyt | 2-4     | Messi · Garay · Agüero · Rodríguez |

| Països Baixos | Argentina |

| GK             | 1  | Jasper Cillessen      |      |     |
| CB             | 3  | Stefan de Vrij        |      |     |
| CB             | 2  | Ron Vlaar             |      |     |
| CB             | 4  | Bruno Martins Indi    | 45'  | 46' |
| RWB            | 15 | Dirk Kuyt             |      |     |
| LWB            | 5  | Daley Blind           |      |     |
| CM             | 6  | Nigel de Jong         |      | 62' |
| CM             | 20 | Georginio Wijnaldum   |      |     |
| AM             | 10 | Wesley Sneijder       |      |     |
| CF             | 11 | Arjen Robben          |      |     |
| CF             | 9  | Robin van Persie (c.) |      | 96' |
| Canvis:        |    |                       |      |     |
| DF             | 7  | Daryl Janmaat         |      | 46' |
| MF             | 16 | Jordy Clasie          |      | 62' |
| FW             | 19 | Klaas-Jan Huntelaar   | 105' | 96' |
| Entrenador:    |    |                       |      |     |
| Louis van Gaal |    |                       |      |     |

| GK                | 1  | Sergio Romero     |     |      |
| RB                | 4  | Pablo Zabaleta    |     |      |
| CB                | 15 | Martín Demichelis | 49' |      |
| CB                | 2  | Ezequiel Garay    |     |      |
| LB                | 16 | Marcos Rojo       |     |      |
| CM                | 6  | Lucas Biglia      |     |      |
| CM                | 14 | Javier Mascherano |     |      |
| CM                | 8  | Enzo Pérez        |     | 81'  |
| SS                | 10 | Lionel Messi (c.) |     |      |
| CF                | 9  | Gonzalo Higuaín   |     | 82'  |
| CF                | 22 | Ezequiel Lavezzi  |     | 101' |
| Canvis:           |    |                   |     |      |
| FW                | 18 | Rodrigo Palacio   |     | 81'  |
| FW                | 20 | Sergio Agüero     |     | 82'  |
| MF                | 11 | Maxi Rodríguez    |     | 101' |
| Entrenador:       |    |                   |     |      |
| Alejandro Sabella |    |                   |     |      |

| Àrbitres assistents: Bahattin Duran (Turquia) Tarık Ongun (Turquia) Quart àrbitre: Jonas Eriksson (Suècia) Cinquè àrbitre: Mathias Klasenius (Suècia) |

## Partit pel tercer lloc
Els Països Baixos derrotaren el Brasil per 3–0 i obtingueren així el tercer lloc. En total, el Brasil va concedir 14 gols durant el torneig, que és el número més elevat concedit per qualsevol equip en una Copa del Món des del 1986, i el màxim concedit per un equip amfitrió en tota la història.
| Brasil | 0–3     | Països Baixos                                    |
| ------ | ------- | ------------------------------------------------ |
|        | Detalls | Van Persie 3' (p.) · Blind 17' · Wijnaldum 90+1' |

## Final
Alemanya va vèncer l'Argentia a la final, per un gol a zero. Aquest resultat feu que per primer cop tres equips del mateix continent guanyessin el Mundial de forma consecutiva, després que ho fessin Itàlia el 2006 i Espanya el 2010.
| Alemanya   | 1-0     | Argentina |
| ---------- | ------- | --------- |
| Götze 113' | Detalls |           |